# الحزب الشيوعي الأسترلي (الحالي)

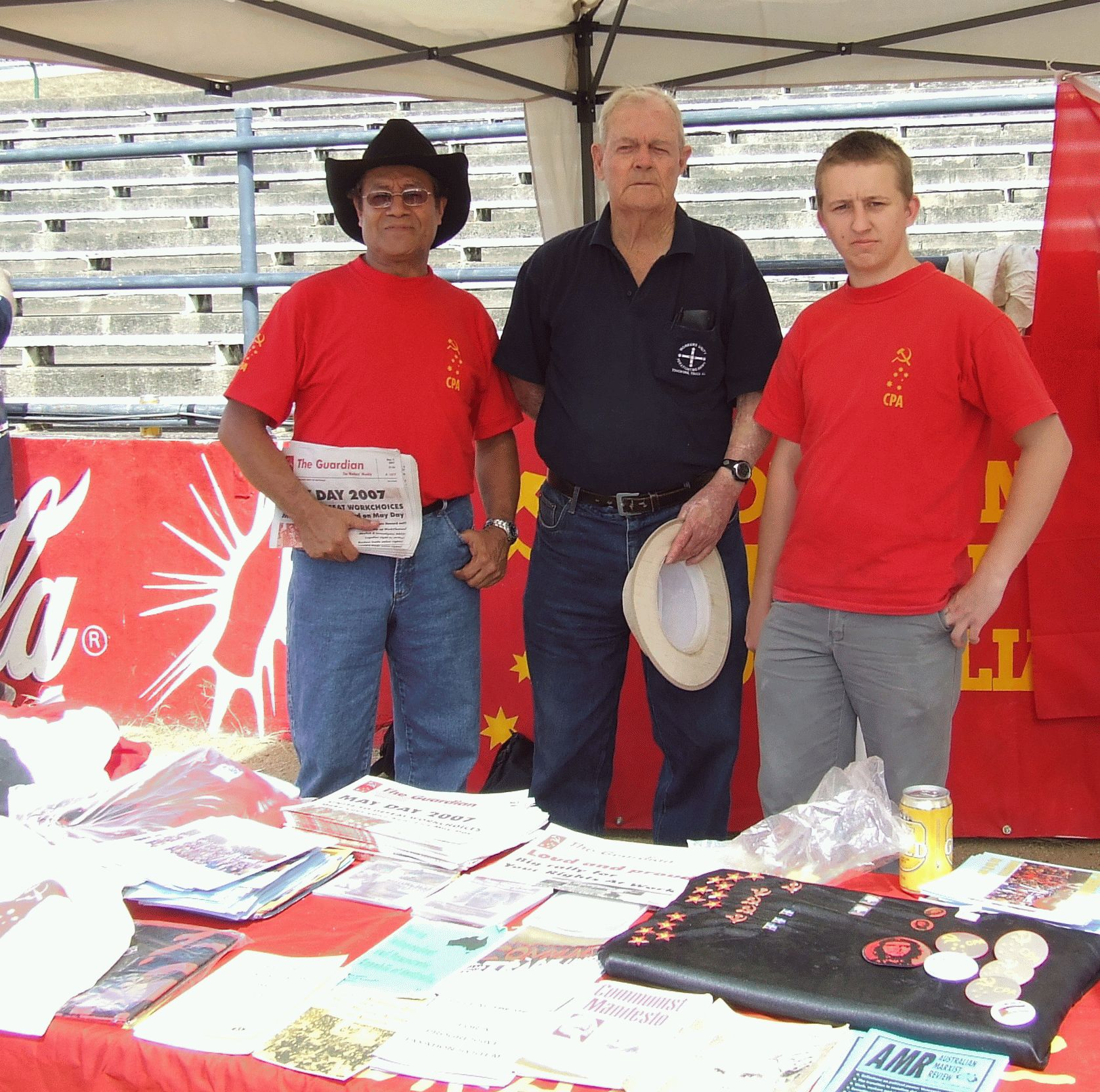
أحد شباب الحزب الشيوعي الأسترالي سنة 2007م.

الحزب الشيوعي الأسترالي (بالإنجليزية: current Communist Party of Australia)‏ ، هو حزب سياسي مؤيد للحركة الشيوعية في أستراليا ، أسست سنة 1971م ، ويرمز لونه بالأحمر.

## وصلات خارجية
- Communist Party of Australia website